# Halbinsel Kola
Die Halbinsel Kola, auch Kola-Halbinsel oder kurz Kola (russisch Кольский полуостров, kildinsamisch Куэлнэгк нёаррк, finnisch Kuolan niemimaa, norwegisch Kolahalvøya, nordsamisch Guoládatnjárga), ist eine Halbinsel im Nordwesten Russlands. Sie bildet den östlichsten Teil der Nordkalotte in Fennoskandinavien. Der an die Barentssee grenzende nördliche Küstenstreifen der Halbinsel  trägt den Namen Murmanküste, der östliche Küstenstreifen zwischen Barentssee und dem Weißen Meer heißt Terküste. Als Grenze zum restlichen Festland wird die Linie zwischen dem Ende der Kandalakscha-Bucht, dem Imandra-See und der Kola-Bucht betrachtet. Die Gebirge der Chibinen, der Lowosero-Tundra und des Keiwy-Hochlands liegen zentral auf der Halbinsel. Politisch-administrativ gehört die Halbinsel zur Oblast Murmansk im Nordwesten Russlands. Die ethnische Minderheit der Samen stellt die Urbevölkerung des Gebiets dar. Heute wird es mehrheitlich von Russen bewohnt.

## Geographie
Die Halbinsel Kola liegt im äußersten Nordwesten Russlands auf dem Nördlichen Polarkreis und ist Teil der Oblast Murmansk. Sie grenzt im Norden und im Nordosten an die Barentssee sowie im Osten und im Süden an das Weiße Meer und die Kandalakscha-Bucht. Geologisch betrachtet gehört die Halbinsel zum Baltischen Schild. Die nördliche Küste fällt zum Wasser hin steil ab; das Relief der Südküste ist hingegen überwiegend flach. Der Westen der Halbinsel ist von den Gebirgsketten der Chibinen und der Lowosero-Tundra geprägt. Der höchste Punkt der Halbinsel ist der 1201 m hohe Berg Judytschwumtschorr in den Chibinen. Die Gebirgsreliefs der Murmanischen Küste und der Khandalakschanischen Küste erstrecken sich vom Südosten nach Nordwesten.

## Klima
Das generell unwirtliche Klima der Halbinsel ist heterogen. Die unmittelbare Nähe zum Golfstrom führt in den Wintermonaten zu ungewöhnlich hohen Temperaturen, welche wiederum für erhebliche Temperaturschwankungen zwischen dem Meer und dem Festland verantwortlich sind. Mitunter kommt es zu starken Windböen bis hin zu orkanartigen Windstärken innerhalb der kälteren Monate. Während der Sommermonate kommt es häufig zu Hochdruckausläufern; sogenannte Monsunwinde sind in den meisten Regionen der Insel verbreitet. Insgesamt liegt die Zahl der Sturmtage bei 80–120 Tagen pro Jahr.
Die jährliche Niederschlagsmenge auf der Halbinsel schwankt zwischen 500 und 1000 Millimeter pro Jahr. In den Bergen der Chibinen-Bergkette und der Lowosero-Tundra fallen im Jahr etwa 900 bis 1000 mm Niederschlag, an den Küstenbereichen liegt sie bei 600 bis 700 mm und 500 bis 600 mm fallen in den niedrigen Ebenen. Die Monate August und Oktober stellen die feuchtesten der zwölf Monate dar, während der März und der April die trockensten im Jahr sind.
Die mittleren Januar-Februar-Temperaturen reichen von −10 bis −8 °C im Norden und von −15 bis −13 °C im Zentrum, im Juli liegen die Durchschnittstemperaturen bei +8 bis +11 °C und +12 bis +14 °C. Tiefausläufer bringen mitunter auch sehr niedrige Temperaturen mit sich; die niedrigste Temperatur, die jemals auf dem Land gemessen wurde, lag bei −50 °C und −35° bis −40 °C an der Küste. Der Rekordhöchstwert lag bei +30 °C auf der gesamten Halbinsel. Das Land ist zwischen Oktober und Mai, im Gebirge auch im Monat Juni, schneebedeckt.

## Hydrologie

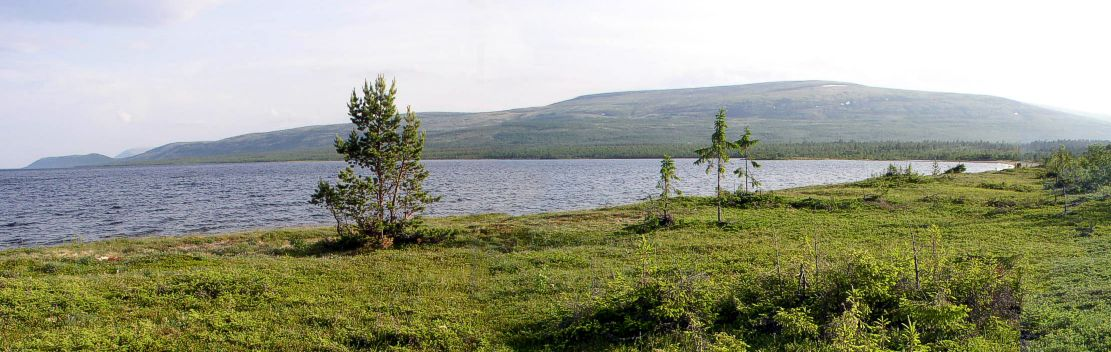
Der See Umbosero

Die Halbinsel Kola ist von mehreren – teils sehr schnellströmenden – Flüssen geprägt; der längste Fluss ist mit 426 km der Ponoi, der wasserreichste ist der Tuloma. Neben diesen beiden gibt es einige Nebenflüsse wie den Warsuga, Kola, Iokanga, Teriberka, Woronja sowie den Umba. Ein Großteil der Ströme entspringt in den Sumpfregionen im südlichen Teil der Halbinsel oder besitzt ihre Quellen in einem der zahlreichen Seen. Die Mehrzahl der Flüsse entwässert in die Barentssee, einige wenige Ströme im Süden in das Weiße Meer. Eine große Anzahl der langsam strömenden Flüsse friert in den Wintermonaten teilweise oder vollständig zu; die Flüsse mit einer höheren Fließgeschwindigkeit hingegen nur in den Uferbereichen. 
Die Flüsse auf der Halbinsel Kola eignen sich gut für die Wasserkraftnutzung, weshalb seit Gründung der Sowjetunion viele Wasserkraftwerke errichtet worden sind, wie beispielsweise auf der Tuloma und der Niwa. 
Ebenso reich ist die Halbinsel an Seen. Der größte und zugleich wasserreichste See ist der Imandra mit einer Fläche von 876 km². Weitere große Seen sind der Umbosero und der Lowosero.

## Flora und Fauna
Das kalte und windige Klima der Halbinsel sowie der Permafrost begrenzt das Wachstum vieler Baumarten. Die Landschaft ist deshalb vielerorts von Gräsern, Wildblumen, Sträuchern (vorwiegend Zwergbirken und Moltebeeren) sowie von Flechten und Moosen geprägt. In den Regionen der Nord- und Murmanenküste ist die Stein- und die Strauchflechte weit verbreitet. Im südlichen Teil, von borealen Nadelwäldern geprägt, dominieren Kiefern und Tannen das Landschaftsbild.
Die Fauna hat sich der Umgebung und den klimatischen Verhältnissen angepasst. Im Norden ziehen Rentiere in Herden umher und weiden in den Sommermonaten auf den großen offenen Wiesen. Im Süden kommen ausschließlich Rot- und Polarfüchse, Vielfraße, Elche, Otter und Luchse vor. Der Amerikanische Nerz, der zwischen 1935 und 1936 in der Nähe des Flusses Oleniza ausgesetzt wurde, ist heute auf der gesamten Halbinsel verbreitet. Dies stellt seit den letzten Jahren jedoch zunehmend ein Problem dar, da diese Nerzgattung einheimische Arten verdrängt und deshalb intensiv gejagt wird.
Den regional heimischen Biber, der bis 1880 gefährdet war und bis zum Ende des 19. Jahrhunderts vollständig von der Halbinsel verschwand, siedelte man zwischen den Jahren 1934 und 1957 wieder an.
Der Beluga kommt als einziger Vertreter der Wale (Cetacea) ganzjährig in den Gewässern rund um die Halbinsel vor. Andere Meeressäuger, wie verschiedene Delfine, sowie Schweinswale, Grönlandwale, Buckelwale, Blauwale und Finnwale suchen die Meere und Buchten nur für eine bestimmte Zeit auf.
In den Küstenbereichen der Kandalakscha-Bucht und an einigen Strandabschnitten der Barentssee befinden sich Wurfplätze von Bart- und Ringelrobben; Kegelrobben und Sattelrobben sind dagegen sehr selten.
Innerhalb des Weißen Meeres und der Kandalakscha-Bucht sowie den Flüssen wurden in den letzten Jahren neunundzwanzig Arten von Süßwasserfischen gezählt und anerkannt, darunter Forelle, Äschen, Stichling, Maränen, Hecht und Barsch. Die Flüsse Ponoi, Tuloma, Kola, Iokanga, Niva und Teriberka stellen einen der wichtigsten Lebensräume für den Atlantischen Lachs dar, welcher in den Frühjahrsmonaten aus den Meeren rund um Grönland und den Färöer-Inseln die Laichplätze in den Strömen der Halbinsel aufsucht. In den umgebenden Meeresgebieten finden sich Heilbutt und Kabeljau.
Das 1932 gegründete Kandalakscha-Naturreservat befindet sich im vom Golf von Kandalakscha sowie an bestimmen Küstenabschnitten an der Barentssee.

## Bodenschätze
Die Halbinsel Kola besitzt relevante Bodenschätze. In den Orten Nikel und Montschegorsk wird Nickel abgebaut, in anderen Orten Eisenerz und weitere Schwermetalle sowie Minerale wie Apatit und Nephelin (siehe Bergbaurevier Chibinen), dazu Schmuck- und Edelsteine.
Dieses hat dazu geführt, dass auf der Halbinsel nahezu alle Stufen von Umweltverschmutzung, von intakter arktischer Tundra bis hin zu schwermetallbelasteten postindustriellen Abraumlandschaften, zu finden sind. Die Erze werden größtenteils in Kombinaten unmittelbar vor Ort verhüttet, was mitunter zu erheblicher Luftverschmutzung führt. Die notwendige Energie liefert das Kernkraftwerk Kola. Es wurde zur Zeit der Sowjetunion errichtet und besitzt vier Druckwasserreaktoren vom Typ WWER-440.
Ab 1970 wurde hier die sogenannte Kola-Bohrung durchgeführt, die 1994 eine Tiefe von 12.262 Metern erreichte und damit bis heute den Weltrekord als tiefste Bohrung hält.

## Militärische Nutzung
Die Halbinsel beherbergt zahlreiche Militäreinrichtungen der Nordflotte, insbesondere Basen für Atom-U-Boote und auch den ELF-Sender ZEVS.
In der Andrejewa-Bucht wurde Anfang der 1980er-Jahre ein Atommülllager für schwach radioaktiven Nuklearabfall als Provisorium (gedachter Zeitraum: 5 Jahre) eingerichtet. 2007 lagerten dort etwa 21.000 ausgebrannte Brennstäbe von Reaktoren sowjetischer U-Boote. Norwegen, das bereits 12,5 Millionen Euro zur Sicherung der baufälligen Hallen aufbrachte, fordert eine umfassende Sanierung der Hallen und das Verbringen der Brennstäbe in ein sicheres Endlager. Die Reaktoren selbst (mehr als 30) stehen in einem Lager in der Sajda-Bucht.

## Verwaltung
Die Verwaltungsgliederung der Halbinsel besteht hauptsächlich aus den Rajons Lowosero und Terski, in kleineren Bereichen aus den beiden Rajons Kandalakscha und Kola sowie den Gebieten, die den Städten Murmansk, Ostrownoi, Seweromorsk, Kirowsk, Apatity, Olenegorsk und Poljarnyje Sori untergeordnet sind.

### Rajons
Die Rajons sind zusätzlich in insgesamt 13 städtische und 10 ländliche Gemeinden aufgeteilt. Der flächenmäßig größte Rajon ist mit 52.978 km² der Rajon Lowosero, gefolgt vom Rajon Kola, Ter, Kandalakscha und Petschenga.
- Rajon Kandalakscha
- Rajon Kola
- Rajon Lowosero
- Rajon Petschenga
- Rajon Ter